# العلاقات الأندورية النيكاراغوية
العلاقات الأندورية النيكاراغوية هي العلاقات الثنائية التي تجمع بين أندورا ونيكاراغوا.

## مقارنة بين البلدين
هذه مقارنة عامة ومرجعية للدولتين:
| وجه المقارنة                                              | أندورا                                                     | نيكاراغوا        |
| --------------------------------------------------------- | ---------------------------------------------------------- | ---------------- |
| المساحة (كم2)                                             | 468                                                        | 130.38 ألف       |
| عدد السكان (نسمة)                                         | 76.18 ألف                                                  | 6.22 مليون       |
| الكثافة السكانية (ن./كم²)                                 | 16.28 ألف                                                  | 47.71            |
| العاصمة                                                   | أندورا لا فيلا                                             | ماناغوا          |
| اللغة الرسمية                                             | اللغة الكتالونية                                           | اللغة الإسبانية  |
| العملة                                                    | يورو                                                       | كوردبا نيكاراغوا |
| الناتج المحلي الإجمالي (بليون دولار)                      | 3.01 مليار                                                 | 13.81 مليار      |
| الناتج المحلي الإجمالي (تعادل القوة الشرائية) بليون دولار |                                                            | 31.63 مليار      |
| الناتج المحلي الإجمالي الاسمي للفرد دولار أمريكي          |                                                            | 2.09 ألف         |
| الناتج المحلي الإجمالي للفرد دولار أمريكي                 |                                                            | 4.92 ألف         |
| مؤشر التنمية البشرية                                      | 0.858                                                      | 0.631            |
| رمز المكالمات الدولي                                      | +376                                                       | +505             |
| رمز الإنترنت                                              | .ad                                                        | .ni              |
| المنطقة الزمنية                                           | ت ع م+01:00، توقيت وسط أوروبا، ت ع م+02:00، أوروبا/أندورا ‏ | 00               |

## منظمات دولية مشتركة
يشترك البلدان في عضوية مجموعة من المنظمات الدولية، منها:
| علم المنظمة | اسم المنظمة                   | تاريخ انضمام أندورا | تاريخ انضمام نيكاراغوا |
| ----------- | ----------------------------- | ------------------- | ---------------------- |
|             | الاتحاد الدولي للاتصالات      | 12 نوفمبر 1993      | 12 مايو 1926           |
|             | منظمة حظر الأسلحة الكيميائية  | ?                   | ?                      |
|             | يونسكو                        | 20 أكتوبر 1993      | 22 فبراير 1952         |
|             | الأمم المتحدة                 | 28 يوليو 1993       | 24 أكتوبر 1945         |
|             | منظمة الشرطة الجنائية الدولية | ?                   | ?                      |

## وصلات خارجية
- موقع وزارة الخارجية الأندورية
- موقع وزارة الخارجية النيكاراغوية